# Bergisel
Bergisel – skocznia narciarska znajdująca się w austriackim Innsbrucku. Punkt konstrukcyjny skoczni Bergisel jest umieszczony na 120. metrze, a punkt HS znajduje się na 128. metrze. Punkt jury umieszczony jest na 134. metrze. Obiekt ma nawierzchnię igelitową, lecz nie jest wyposażony w sztuczne oświetlenie, które byłoby potrzebne przy rozgrywaniu konkursów wieczornych. W 2017 roku na skoczni zamontowano nowe tory lodowe. Co roku rozgrywany jest tu trzeci konkurs Turnieju Czterech Skoczni. W 2019 roku na tym obiekcie odbył się konkurs skoków indywidualny i drużynowy na dużej skoczni podczas mistrzostw świata w narciarstwie klasycznym w Seefeld.

## Historia
Skocznia została skonstruowana w 1927 roku i jej rekord został ustanowiony podczas inauguracyjnego konkursu przez Austriaka Heinricha Mayerla. Wynosił 47,5 metra. W 1928 roku dobudowana została wieża startowa. W tym samym roku rekord skoczni pobił Norweg Alf Andersen – 63 m. W 1933 roku w Innsbrucku miały odbyć się VII Mistrzostwa Świata w Narciarstwie Klasycznym i specjalnie na tę imprezę skocznia została przebudowana. Podczas tych zawodów padł nowy rekord obiektu – Birger Ruud skoczył tutaj na odległość 74 metrów. W 1941 roku w mieście odbył się młodzieżowy turniej piłkarski. Podczas zwiedzania mocno już zaniedbanej skoczni przez dwie drużyny runęła nagle wieża startowa. Cztery osoby odniosły wtedy śmiertelnie obrażenia. Po tym wypadku obiekt gruntownie przebudowano, podobnie jak w 1949 roku, po zakończeniu II wojny światowej.
Po raz pierwszy konkurs Turnieju Czterech Skoczni odbył się na Bergisel w 1953 roku. Przed IX Zimowymi Igrzyskami Olimpijskimi w 1964 roku powiększono parametry skoczni i dostosowano do wymagań Międzynarodowej Federacji Narciarskiej (FIS). Ponownie miało to miejsce w 1976 roku. Wtedy też zaopatrzono obiekt w betonową wieżę startową.
Kolejna wielka impreza sportowa miała tu miejsce w 1985 roku. W ramach XXV Mistrzostw Świata w Narciarstwie Klasycznym w Seefeld na Bergisel odbył się konkurs na dużej skoczni. W następnych latach obiekt nieznacznie modernizowano, co z czasem stało się niewystarczające. W końcu skocznia zaczęła odstawać od międzynarodowych standardów. Jednocześnie pojawił się problem braku pieniędzy na remont. W takiej sytuacji uzyskanie homologacji stawało się prawie niemożliwe. Konkurs w ramach Turnieju Czterech Skoczni odbył się za specjalnym pozwoleniem FIS. Ostatniej przebudowy dokonała w latach 1999–2001 projektantka z Iraku – Zaha Hadid. W pobliżu skoczni znajduje się siedziba klubu SV Innsbruck Bergisel.

## Parametry skoczni
- Punkt konstrukcyjny: 120 m
- Wielkość skoczni (HS): 128 m
- Długość rozbiegu: 90,7 m
- Nachylenie rozbiegu: 35°
- Długość progu: 6,5 m
- Nachylenie progu: 10,75°
- Wysokość progu: 3,08 m
- Nachylenie zeskoku: 34,5°

## Rekordziści skoczni
Oficjalnym rekordem obiektu Bergisel uznawanym przez Międzynarodową Federację Narciarską jest skok Michaela Hayböcka na odległość 138 metrów oddany 4 stycznia 2015. Skok ten został uznany za ustany pomimo podpórki i oceniony przez sędziów notami 15,5–16 pkt.
| Lp. | Dzień        | Rok  | Zawodnik             | Odległość | Zawody                                      | Uwagi                                   |
| --- | ------------ | ---- | -------------------- | --------- | ------------------------------------------- | --------------------------------------- |
| 1.  | 23 stycznia  | 1927 | Heinrich Mayerl      | 47,5 m    | b.d.                                        | skocznia K-60                           |
| 2.  | 12 lutego    | 1933 | Marcel Reymond       | 70,5 m    | VII Mistrzostwa Świata                      | modernizacja obiektu (K-70,37)          |
| 3.  | 12 lutego    | 1933 | Josef Gumpold        | 70,5 m    | VII Mistrzostwa Świata                      | wyrównanie rekordu                      |
| 4.  | 13 lutego    | 1933 | Birger Ruud          | 74,0 m    | trening                                     |                                         |
| 5.  | 6 stycznia   | 1955 | Torbjørn Ruste       | 79,5 m    | 3. Turniej Czterech Skoczni                 | modernizacja obiektu                    |
| 6.  | 6 stycznia   | 1956 | Koba Cakadze         | 79,5 m    | 4. Turniej Czterech Skoczni                 | wyrównanie rekordu                      |
| 7.  | 6 stycznia   | 1961 | Kalevi Kärkinen      | 84,5 m    | 9. Turniej Czterech Skoczni                 |                                         |
| 8.  | 30 grudnia   | 1962 | Toralf Engan         | 91,5 m    | 10. Turniej Czterech Skoczni                | modernizacja obiektu (K-81)             |
| 9.  | 5 stycznia   | 1964 | Józef Przybyła       | 95,5 m    | 12. Turniej Czterech Skoczni                |                                         |
| 10. | 9 lutego     | 1964 | Veikko Kankkonen     | 95,5 m    | IX Zimowe Igrzyska Olimpijskie              | wyrównanie rekordu                      |
| 11. | 4 stycznia   | 1970 | Bjørn Wirkola        | 98,0 m    | 18. Turniej Czterech Skoczni                |                                         |
| 12. | 4 stycznia   | 1970 | Horst Queck          | 99,0 m    | 18. Turniej Czterech Skoczni                |                                         |
| 13. | 4 stycznia   | 1975 | Karl Schnabl         | 99,0 m    | 23. Turniej Czterech Skoczni                | wyrównanie rekordu                      |
| 14. | 4 stycznia   | 1975 | Hans Millonig        | 101,0 m   | 23. Turniej Czterech Skoczni                |                                         |
| 15. | 3 stycznia   | 1976 | Peter Leitner        | 103,0 m   | 24. Turniej Czterech Skoczni                |                                         |
| 16. | 3 stycznia   | 1978 | Falko Weißpflog      | 106,0 m   | 26. Turniej Czterech Skoczni                |                                         |
| 17. | 2 stycznia   | 1980 | Hubert Neuper        | 107,0 m   | Puchar Świata                               |                                         |
| 18. | 4 stycznia   | 1984 | Klaus Ostwald        | 107,5 m   | 32. Turniej Czterech Skoczni, Puchar Świata |                                         |
| 19. | 4 stycznia   | 1984 | Jens Weißflog        | 107,5 m   | 32. Turniej Czterech Skoczni, Puchar Świata | wyrównanie rekordu                      |
| 20. | 4 stycznia   | 1985 | Pavel Ploc           | 112,0 m   | 33. Turniej Czterech Skoczni, Puchar Świata |                                         |
| 21. | 4 stycznia   | 1987 | Ernst Vettori        | 112,0 m   | 35. Turniej Czterech Skoczni, Puchar Świata | wyrównanie rekordu                      |
| 22. | 4 stycznia   | 1994 | Andreas Goldberger   | 114,5 m   | 42. Turniej Czterech Skoczni, Puchar Świata |                                         |
| 23. | 3 stycznia   | 1995 | Kazuyoshi Funaki     | 117,0 m   | Puchar Świata                               |                                         |
| 24. | 4 stycznia   | 1995 | Kazuyoshi Funaki     | 117,5 m   | Turniej 4 Skoczni, PŚ                       |                                         |
| 25. | 4 stycznia   | 1997 | Dieter Thoma         | 120,0 m   | 45. Turniej Czterech Skoczni, Puchar Świata |                                         |
| 25. | 3 stycznia   | 2001 | Adam Małysz          | 120,5 m   | Puchar Świata                               |                                         |
| 26. | 3 stycznia   | 2002 | Sven Hannawald       | 132,5 m   | Puchar Świata                               | modernizacja obiektu (z K-110 na K-120) |
| 27. | 4 stycznia   | 2002 | Sven Hannawald       | 134,5 m   | 50. Turniej Czterech Skoczni, Puchar Świata |                                         |
| 28. | 13 września  | 2002 | Martin Höllwarth     | 135,0 m   | Letnie Grand Prix                           | rekord letni; nieoficjalny              |
| 29. | 31 sierpnia  | 2003 | Veli-Matti Lindström | 135,0 m   | Letnie Grand Prix                           | rekord letni; nieoficjalny              |
| 30. | 11 września  | 2004 | Adam Małysz          | 136,0 m   | Letnie Grand Prix                           | rekord letni; nieoficjalny              |
| 31. | 2 stycznia   | 2010 | Martin Koch          | 135,0 m   | trening                                     | zimowy, nieoficjalny                    |
| 32. | 4 stycznia   | 2015 | Stefan Kraft         | 137,0 m   | 63. Turniej Czterech Skoczni                |                                         |
| 33. | 4 stycznia   | 2015 | Michael Hayböck      | 138,0 m   | 63. Turniej Czterech Skoczni                |                                         |
| 34. | 18 listopada | 2019 | Jan Hörl             | 144,0 m   | trening                                     | rekord letni; nieoficjalny, z podpórką  |
| 34. | 3 stycznia   | 2022 | Markus Eisenbichler  | 139,0 m   | trening                                     | rekord zimowy; nieoficjalny             |

## Galeria

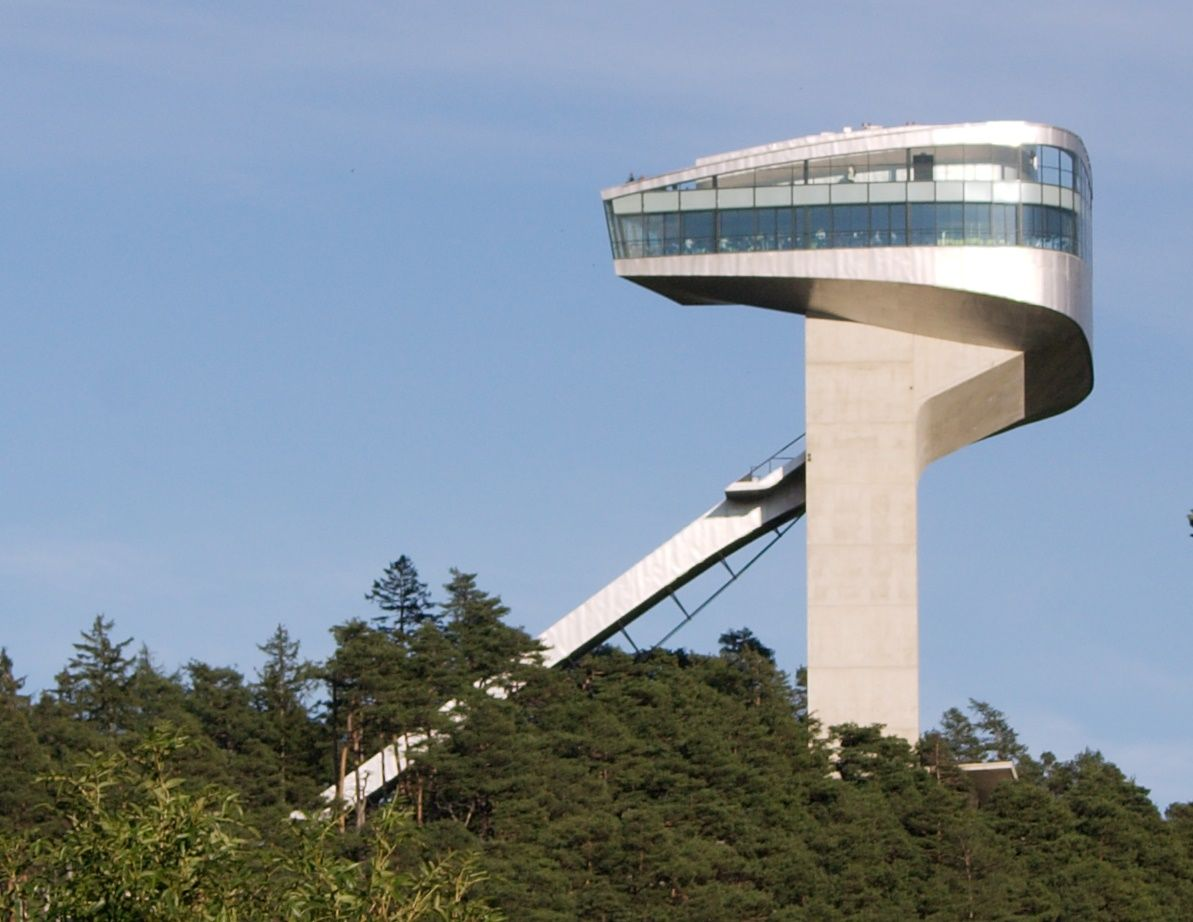
Wieża skoczni.
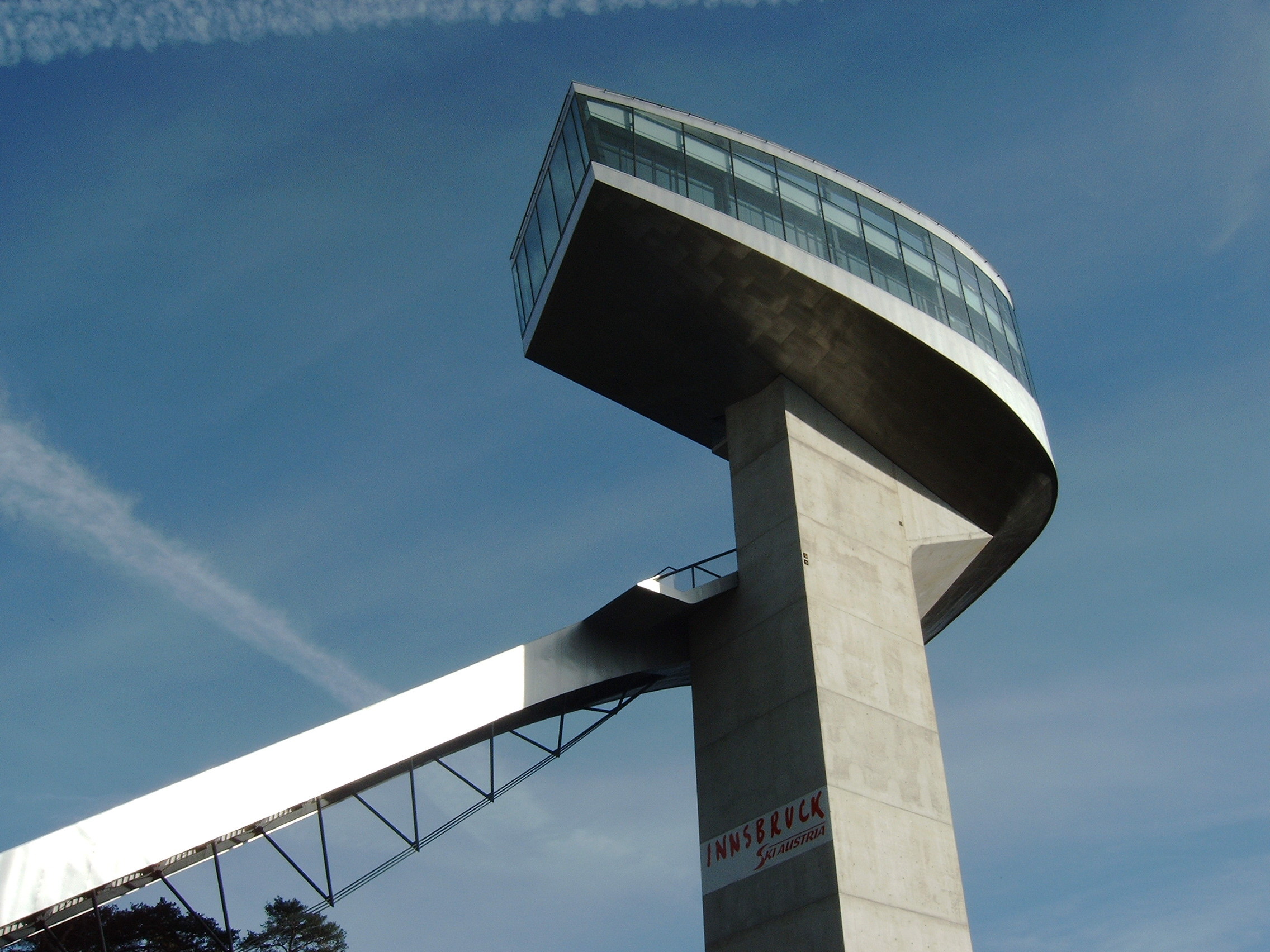
Wieża skoczni w przybliżeniu.
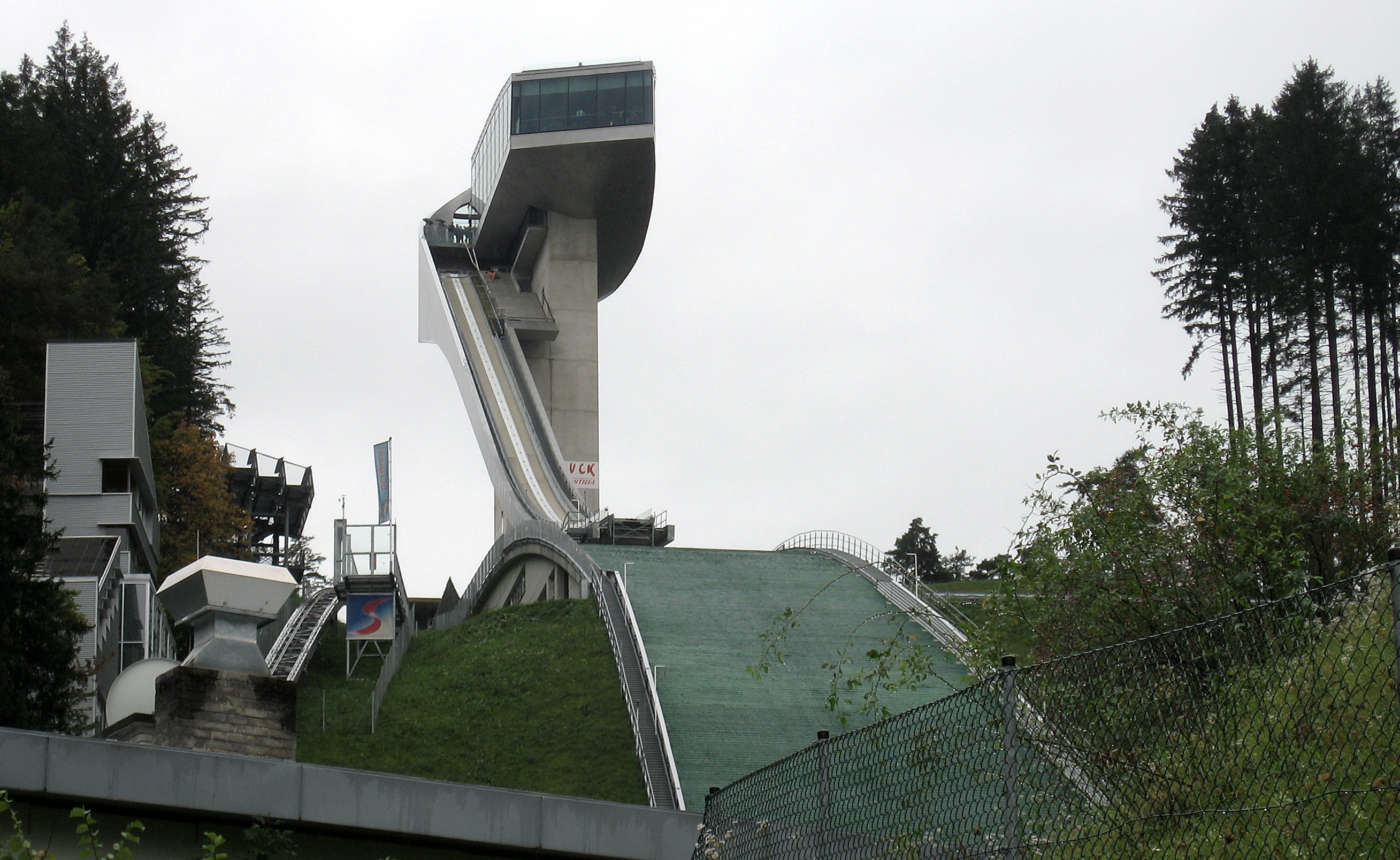
Widok na skocznię Bergisel.
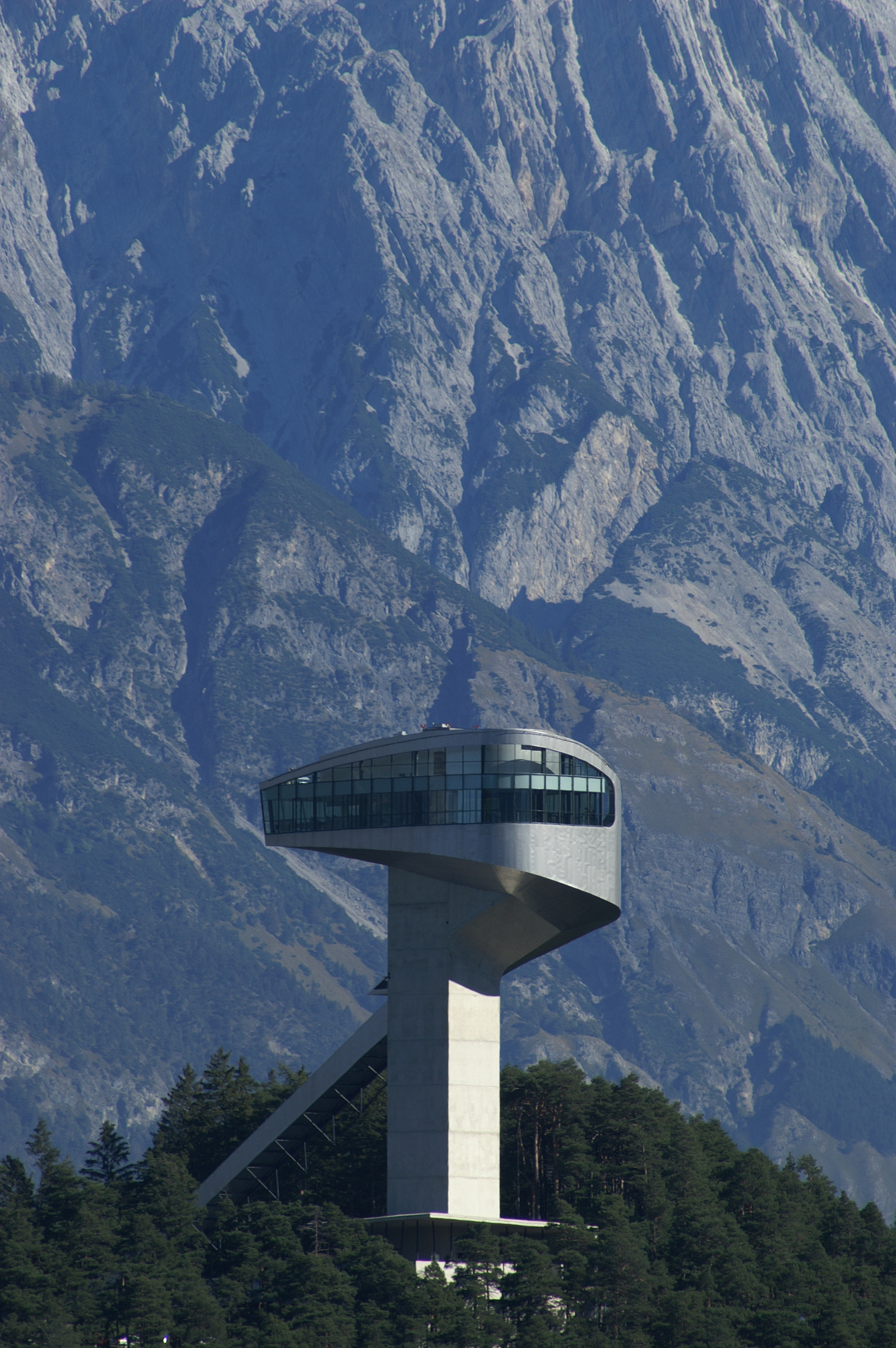
Wieża skoczni.
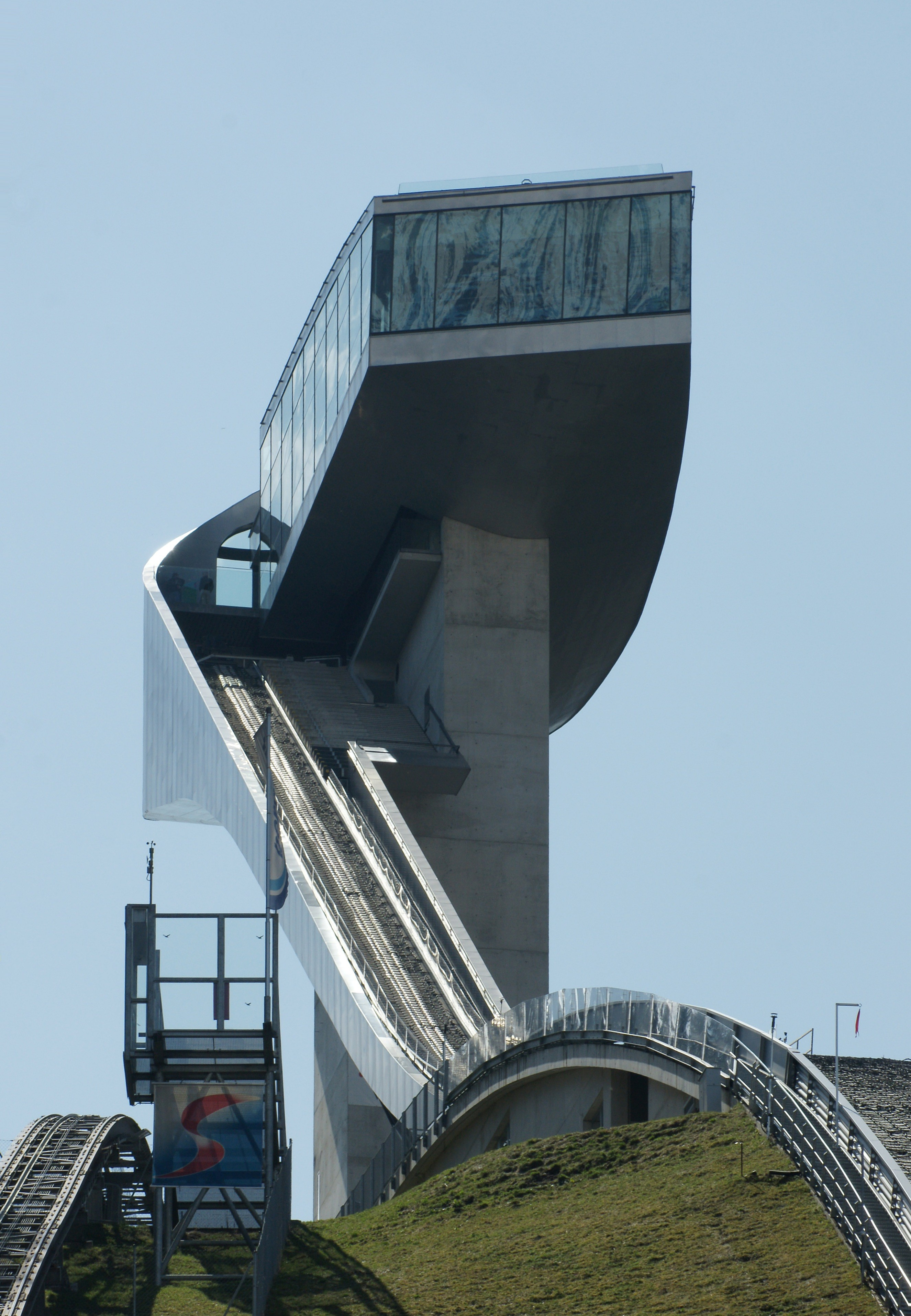
Wieża i rozbieg skoczni.
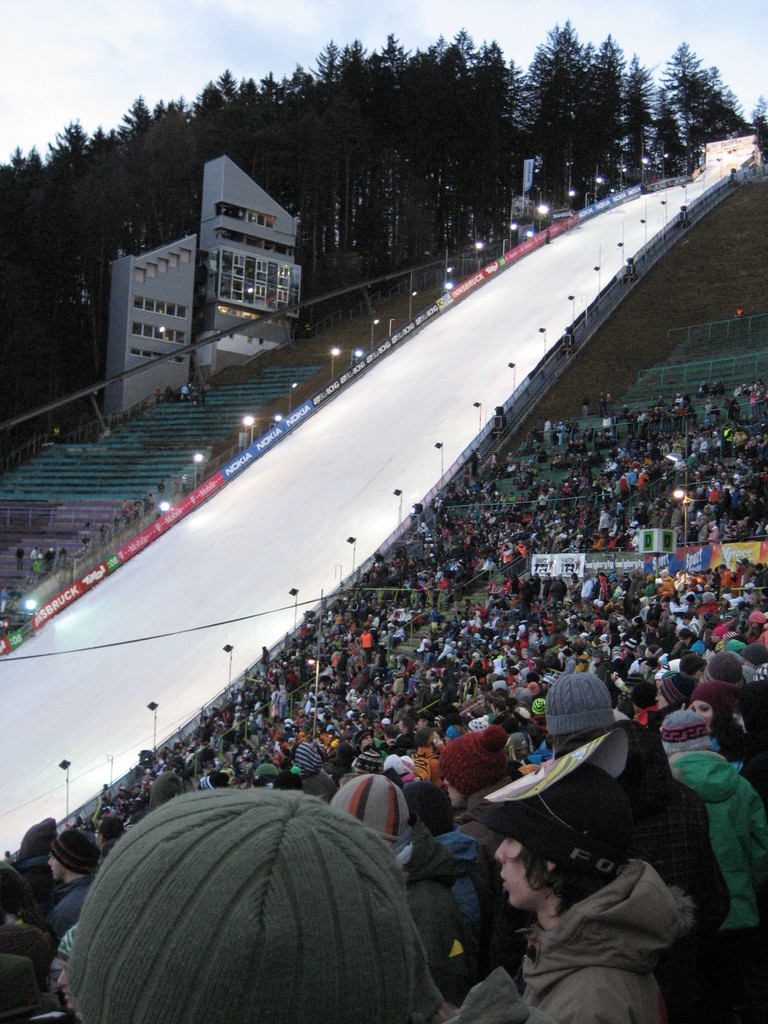
Skocznia podczas zawodów.
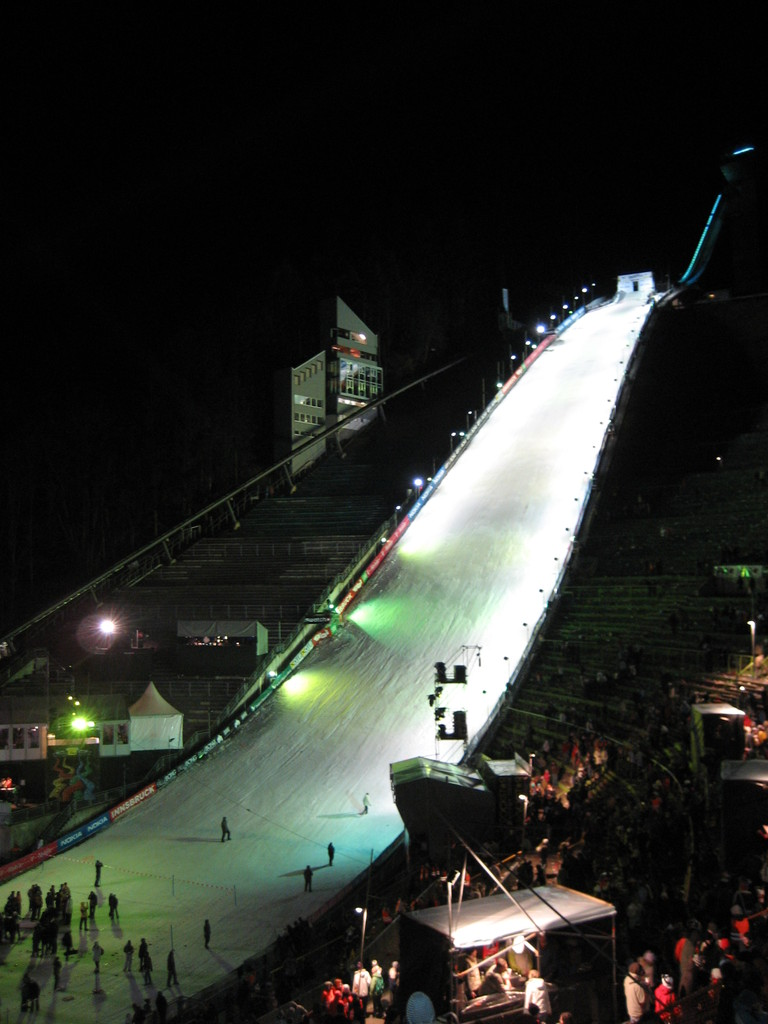
Zeskok skoczni nocą.
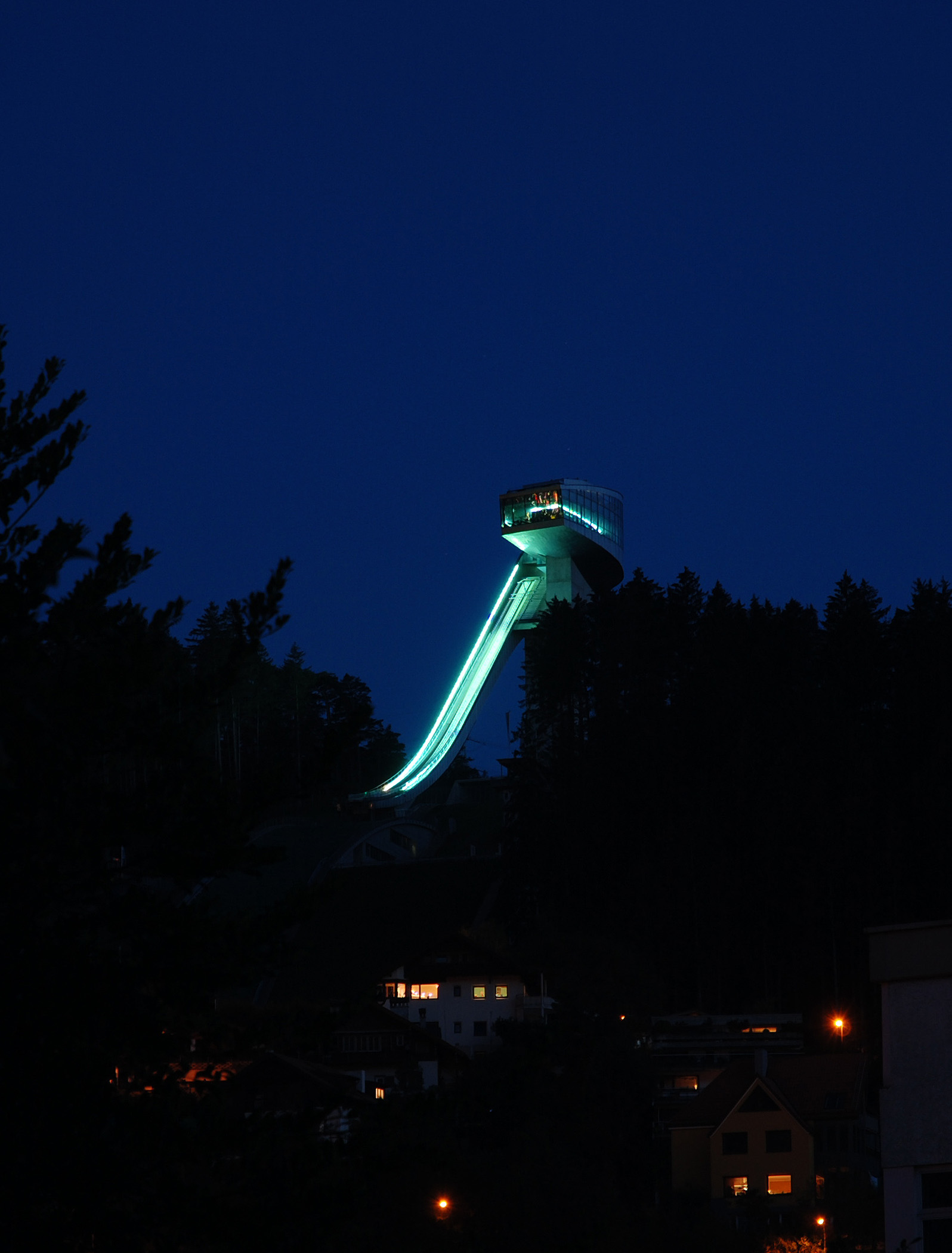
Skocznia nocą.